# Herz (Album)
Herz ist das am 22. März 2004 veröffentlichte neunte Studioalbum der Berliner Popband Rosenstolz.

## Entstehung und Musikstil
Herz wurde vom Januar bis Dezember 2003 in Hamburg aufgenommen. Das Album weist deutliche Unterschiede zum 2002 erschienenen Vorgängeralbum Macht Liebe auf. Während bei diesem eine eher derbe Sprache herrscht und die Rhythmen eher elektronisch geprägt sind, wirkt Herz insgesamt sehr melancholisch. Das Album bietet eine Mischung aus Rock- und Popsongs, hinzu kommen Balladen.
Das Album bietet zwei Facetten: eine fröhliche Seite, die besonders in den Pop- und Rocksongs zum Vorschein kommt und Themen wie Sex (Eine Frage des Lichts), Neid (Das gelbe Monster, das stark an die frühen Punkzeiten Nina Hagens erinnert) oder Glück (Willkommen) behandelt, und eine traurige Seite, die vor allem aus Balladen mit tiefsinnigen Texten besteht. Es geht um Partnerschaft (Liebe ist alles) und Hoffnung (Gib mir mehr Himmel), aber auch um Schmerz (Die Liebe ist tot) und Verlust (Augenblick).

## Rezeption
In Deutschland erreichte das am 22. März 2004 veröffentlichte Album Platz eins, in Österreich Platz 20 und in der Schweiz Platz 55.

## Titelliste
| #   | Titel                        | Länge |
| --- | ---------------------------- | ----- |
| 1.  | Willkommen                   | 4:21  |
| 2.  | Liebe ist alles              | 3:30  |
| 3.  | Ausgesperrt                  | 4:08  |
| 4.  | Eine Frage des Lichts        | 3:47  |
| 5.  | Das gelbe Monster            | 2:25  |
| 6.  | Die Liebe ist tot            | 3:41  |
| 7.  | Ich will mich verlieben      | 4:38  |
| 8.  | In den Sand gesetzt          | 2:36  |
| 9.  | Ich komm an dir nicht weiter | 4:42  |
| 10. | Das Beste im Leben           | 5:28  |
| 11. | Gib mir mehr Himmel          | 4:37  |
| 12. | Augenblick (Dezember)        | 4:37  |

## Chartplatzierungen

### Album
| ChartsChartplatzierungen | Höchstplatzierung | Wochen |
| ------------------------ | ----------------- | ------ |
| Deutschland (GfK)        | 1 (59 Wo.)        | 59     |
| Österreich (Ö3)          | 20 (36 Wo.)       | 36     |
| Schweiz (IFPI)           | 55 (4 Wo.)        | 4      |

### Singles
| Jahr | Titel                              | Höchstplatzierung, Gesamtwochen, AuszeichnungChartplatzierungen (Jahr, Titel, , Platzierungen, Wochen, Auszeichnungen, Anmerkungen) | Höchstplatzierung, Gesamtwochen, AuszeichnungChartplatzierungen (Jahr, Titel, , Platzierungen, Wochen, Auszeichnungen, Anmerkungen) | Höchstplatzierung, Gesamtwochen, AuszeichnungChartplatzierungen (Jahr, Titel, , Platzierungen, Wochen, Auszeichnungen, Anmerkungen) | Anmerkungen                                            |
| Jahr | Titel                              | DE | AT | CH | Anmerkungen                                            |
| ---- | ---------------------------------- | --- | --- | --- | ------------------------------------------------------ |
| 2004 | Liebe ist alles Herz               | DE6 (18 Wo.)DE | AT47 (9 Wo.)AT | — | Erstveröffentlichung: 1. März 2004 Verkäufe: + 150.000 |
| 2004 | Ich will mich verlieben Herz       | DE8 (9 Wo.)DE | AT64 (2 Wo.)AT | — | Erstveröffentlichung: 14. Juni 2004                    |
| 2004 | Willkommen / Der größte Trick Herz | DE8 (12 Wo.)DE | AT44 (8 Wo.)AT | — | Erstveröffentlichung: 13. September 2004               |
| 2004 | Ich komm an dir nicht weiter Herz  | DE14 (9 Wo.)DE | AT69 (1 Wo.)AT | — | Erstveröffentlichung: 22. November 2004                |

## Herz Tour

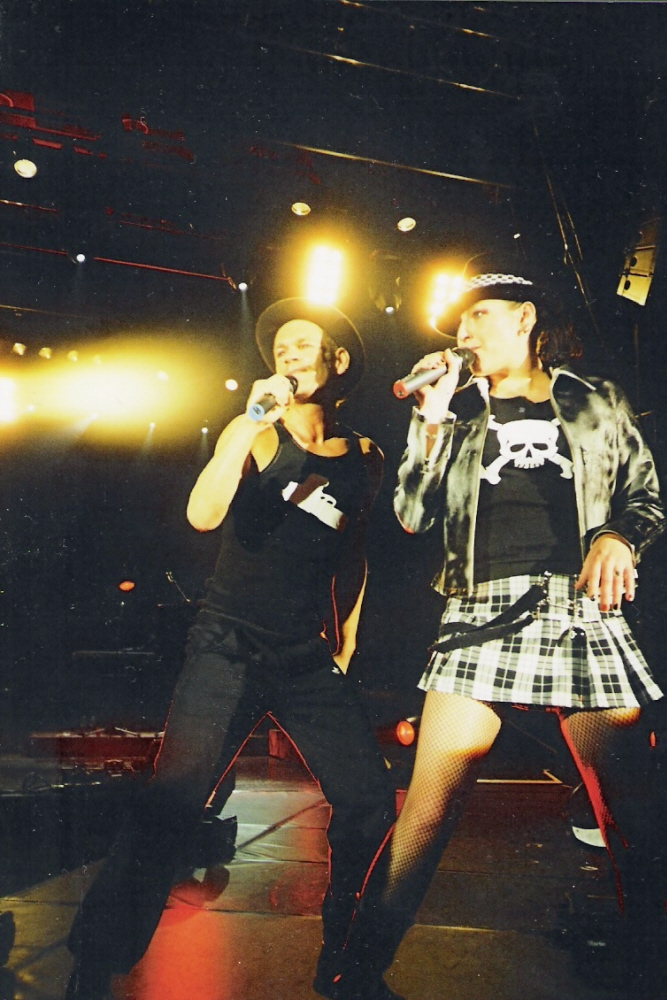
Rosenstolz auf der Herz-Tour in Osnabrück

Diese Liste beinhaltet alle Konzerte in chronologischer Reihenfolge, die bei der Herz 2004 gespielt wurden.

### Tourdaten
| Datum             | Stadt             | Veranstaltungsort                    | Land        |
| ----------------- | ----------------- | ------------------------------------ | ----------- |
| 15. April 2004    | Berlin-Tempelhof  | Columbiahalle                        | Deutschland |
| 17. April 2004    | Bielefeld         | Ringlokschuppen                      | Deutschland |
| 18. April 2004    | Kassel            | Stadthalle Kassel                    | Deutschland |
| 20. April 2004    | Heidelberg        | Stadthalle Heidelberg                | Deutschland |
| 21. April 2004    | Ulm               | Roxy                                 | Deutschland |
| 22. April 2004    | Kiel              | Halle 400                            | Deutschland |
| 24. April 2004    | Fürth             | Stadthalle Fürth                     | Deutschland |
| 25. April 2004    | Bremen            | Pier 2                               | Deutschland |
| 26. April 2004    | Münster           | Jovel                                | Deutschland |
| 28. April 2004    | Wien              | Planet Music                         | Österreich  |
| 1. Mai 2004       | Zürich            | Kaufleuten                           | Schweiz     |
| 5. Mai 2004       | Cottbus           | Messehalle Cottbus                   | Deutschland |
| 6. Mai 2004       | Frankfurt (Oder)  | Messehalle 2                         | Deutschland |
| 7. Mai 2004       | Magdeburg         | Stadthalle Magdeburg                 | Deutschland |
| 9. Mai 2004       | Mannheim          | Mannheimer Rosengarten               | Deutschland |
| 10. Mai 2004      | Leipzig           | Haus Auensee                         | Deutschland |
| 19. Mai 2004      | Freiburg          | Stadthalle Freiburg                  | Deutschland |
| 20. Mai 2004      | Frankfurt am Main | Jahrhunderthalle                     | Deutschland |
| 22. Mai 2004      | Trier             | Amphitheater                         | Deutschland |
| 23. Mai 2004      | Dortmund          | Westfalenhalle                       | Deutschland |
| 24. Mai 2004      | Wuppertal         | Rex-Theater (Eins Live RadioKonzert) | Deutschland |
| 26. Mai 2004      | Hannover          | Gilde Parkbühne                      | Deutschland |
| 27. Mai 2004      | Schwerin          | Freilichtbühne                       | Deutschland |
| 28. Mai 2004      | Hamburg           | Stadtpark Hamburg                    | Deutschland |
| 31. Mai 2004      | Chemnitz          | Stadthalle Chemnitz                  | Deutschland |
| 1. Juni 2004      | Leipzig           | Parkbühne im Clara-Zetkin-Park       | Deutschland |
| 4. Juni 2004      | München           | Circus Krone                         | Deutschland |
| 5. Juni 2004      | Stuttgart         | Beethovensaal Liederhalle            | Deutschland |
| 6. Juni 2004      | Köln              | Tanzbrunnen                          | Deutschland |
| 8. Juni 2004      | Erfurt            | Thüringenhalle                       | Deutschland |
| 11. Juni 2004     | Dresden           | Junge Garde                          | Deutschland |
| 12. Juni 2004     | Berlin            | Kindl-Bühne Wuhlheide                | Deutschland |
| 11. November 2004 | Wien              | Gasometer                            | Österreich  |
| 12. November 2004 | München           | Zenith                               | Deutschland |
| 14. November 2004 | Hamburg           | Alsterdorfer Sporthalle              | Deutschland |
| 16. November 2004 | Magdeburg         | Stadthalle                           | Deutschland |
| 17. November 2004 | Osnabrück         | Stadthalle Osnabrück                 | Deutschland |
| 19. November 2004 | Dresden           | Messehalle                           | Deutschland |
| 20. November 2004 | Stuttgart         | Liederhalle (Beethovensaal)          | Deutschland |
| 23. November 2004 | Berlin            | Columbiahalle                        | Deutschland |
| 24. November 2004 | Berlin            | Columbiahalle                        | Deutschland |
| 25. November 2004 | Berlin            | Columbiahalle                        | Deutschland |
| 27. November 2004 | Köln              | Palladium                            | Deutschland |
| 30. November 2004 | Dortmund          | Westfalenhalle 2                     | Deutschland |
| 7. Dezember 2004  | Zürich            | Volkshaus                            | Schweiz     |
| 9. Dezember 2004  | Berlin            | Columbiahalle                        | Deutschland |
| 10. Dezember 2004 | Leipzig           | Arena Leipzig                        | Deutschland |

Das Konzert wurde am 12. Juni 2004 in der Berliner Wuhlheide aufgezeichnet und am 8. November 2004 veröffentlicht.